# Lovran
Lovran es un municipio de Croacia en el condado de Primorje-Gorski Kotar.

## Geografía
Se encuentra a una altitud de 70 m s. n. m. a 190 km de la capital nacional, Zagreb.

## Demografía
En el censo 2011 el total de población del municipio fue de 4 101 habitantes, distribuidos en las siguientes localidades:
- Liganj -  336
- Lovran - 3 336
- Lovranska Draga - 50
- Medveja - 177
- Tuliševica - 202

| Gráfica de población de Lovran 1857-2011                            |
|                                                                     |
| Según los censos de población de la oficina estadística de Croacia. |